# 長鰭喬氏杜父魚
長鰭喬氏杜父魚為杜父魚科喬氏杜父魚屬的唯一一種，為溫帶海水魚，分布於東太平洋阿拉斯加東南部至美國加州中部海域，棲息深度2-38公尺，體長可達15公分，棲息在海藻生長的礁岩區。